# اچ‌ام‌اس لیورپول (دی۹۲)
اچ‌ام‌اس لیورپول (دی۹۲) (به انگلیسی: HMS Liverpool (D92)) یک کشتی است که طول آن 125 m (410 ft) می‌باشد. این کشتی در سال ۱۹۸۰ ساخته شد.